# Copa do Brasil 2017
Der Copa do Brasil 2017 (offiziell Copa Continental Pneus do Brasil de 2017) war die 29. Austragung dieses nationalen Fußball-Pokal-Wettbewerbs in Brasilien. Die Copa wurde vom Brasilianischen Sportverband, dem CBF, ausgerichtet. Der Pokalsieger war als Teilnehmer an der Copa Libertadores 2018 qualifiziert. Die wegen ihrer Teilnahme an der Copa Libertadores 2017, nicht mitspielenden acht Klubs, traten im Achtelfinale in den Wettbewerb ein.

## Saisonverlauf
Der Wettbewerb startete am 8. Februar 2017 in seine Saison und endete am 27. September 2017. Am Ende des Wettbewerbs wurden Auszeichnungen für den besten Spieler und den besten Torwart ausgesprochen. Bester Spieler wurde Diego Ribas da Cunha von CR Flamengo. Bester Torwart wurde Roberto Júnior Fernández von Botafogo FR.

## Modus
Der Modus bestand aus einem K.-o.-System. Im Gegensatz zur Vorsaison wurden Änderungen vorgenommen. Es wurden in den beiden ersten Runden keine Rückspiele mehr ausgetragen. Der im CBF Ranking schlechter platzierte Klub bekam Heimrecht. Der Sieger eines Spiels kam in die nächste Runde. Bei einem Unentschieden in der ersten Runde, qualifizierte sich automatisch der im CBF Ranking bessere Klub für die nächste Runde.
Ab der dritten Runde wurden die Paarungen wieder mit einem Rückspiel ausgetragen. Bei der Ermittlung des Siegers fand die Auswärtstorregel Anwendung. Konnte dadurch kein Gewinner ermittelt werden, wurde ein Elfmeterschießen ausgetragen.

## Teilnehmer
Das Teilnehmerfeld bestand aus:

### Teilnehmer Staatsmeisterschaften
70 Teilnehmer kamen aus den Fußballmeisterschaften der Bundesstaaten von Brasilien oder deren Pokalwettbewerben.
| Bundesstaat         | Klub                                               | Qualifizierung                     |
| ------------------- | -------------------------------------------------- | ---------------------------------- |
| Acre                | Atlético Acreano                                   | Staatsmeister 2016                 |
| Acre                | Rio Branco FC (AC)                                 | Vize-Staatsmeister 2016            |
| Alagoas             | Clube de Regatas Brasil                            | Staatsmeister 2016                 |
| Alagoas             | CS Alagoano                                        | Vize-Staatsmeister 2016            |
| Alagoas             | Murici FC                                          | 3. Staatsmeister 2016              |
| Amapá               | Santos FC (AP)                                     | Staatsmeister 2016                 |
| Amazonas            | Nacional Fast Clube                                | Staatsmeister 2016                 |
| Amazonas            | Princesa do Solimões EC                            | Vize-Staatsmeister 2016            |
| Bahia               | EC Vitória                                         | Staatsmeister 2016                 |
| Bahia               | EC Bahia                                           | Vize-Staatsmeister 2016            |
| Bahia               | ECPP Vitória da Conquista                          | Sieger Staatspokal 2016            |
| Brasília            | AA Luziânia                                        | Staatsmeister 2016                 |
| Brasília            | Ceilândia EC                                       | Vize-Staatsmeister 2016            |
| Ceará               | Fortaleza EC                                       | Staatsmeister 2016                 |
| Ceará               | Uniclinic AC                                       | Vize-Staatsmeister 2016            |
| Ceará               | Guarani EC (CE)                                    | Staatspokal Sieger 2016            |
| Espírito Santo      | Associação Desportiva Ferroviária Vale do Rio Doce | Staatsmeister 2016                 |
| Goiás               | Goiás EC                                           | Staatsmeister 2016                 |
| Goiás               | Anápolis FC                                        | Vize-Staatsmeister 2016            |
| Goiás               | Vila Nova FC                                       | 4. Staatsmeister 2016              |
| Maranhão            | Moto Club de São Luís                              | Staatsmeister 2016                 |
| Maranhão            | Sampaio Corrêa FC                                  | Vize-Staatsmeister 2016            |
| Mato Grosso         | Luverdense EC                                      | Staatsmeister 2016                 |
| Mato Grosso         | Sinop FC                                           | Vize-Staatsmeister 2016            |
| Mato Grosso         | Cuiabá EC                                          | Staatspokal Sieger 2016            |
| Mato Grosso do Sul  | CD Sete de Setembro                                | Staatsmeister 2016                 |
| Mato Grosso do Sul  | EC Comercial (MS)                                  | Vize-Staatsmeister 2016            |
| Minas Gerais        | América Mineiro                                    | Staatsmeister 2016                 |
| Minas Gerais        | Cruzeiro EC                                        | 3. Staatsmeister 2016              |
| Minas Gerais        | UR Trabalhadores                                   | 4. Staatsmeister 2016              |
| Minas Gerais        | AA Caldense                                        | 5. Staatsmeister 2016              |
| Pará                | São Francisco FC (PA)                              | Vize-Staatsmeister 2016            |
| Pará                | São Raimundo EC (PA)                               | 3. Staatsmeister 2016              |
| Pará                | Clube do Remo                                      | 4. Staatsmeister 2016              |
| Paraíba             | Campinense Clube                                   | Staatsmeister 2016                 |
| Paraíba             | Botafogo FC (PB)                                   | Vize-Staatsmeister 2016            |
| Paraná              | Coritiba FC                                        | Vize-Staatsmeister 2016            |
| Paraná              | Paraná Clube                                       | 3. Staatsmeister 2016              |
| Paraná              | Paraná STC                                         | 4. Staatsmeister 2016              |
| Pernambuco          | Sport Recife                                       | Vize-Staatsmeister 2016            |
| Pernambuco          | Náutico Capibaribe                                 | 3. Staatsmeister 2016              |
| Pernambuco          | Salgueiro AC                                       | 4. Staatsmeister 2016              |
| Piauí               | Ríver AC                                           | Staatsmeister 2016                 |
| Piauí               | AA Altos                                           | Vize-Staatsmeister 2016            |
| Rio de Janeiro      | CR Vasco da Gama                                   | Staatsmeister 2016                 |
| Rio de Janeiro      | Fluminense FC                                      | 3. Staatsmeister 2016              |
| Rio de Janeiro      | Volta Redonda FC                                   | 5. Staatsmeister 2016              |
| Rio de Janeiro      | Boavista SC                                        | 6. Staatsmeister 2016              |
| Rio de Janeiro      | Friburguense AC                                    | 2. Staatspokal 2016                |
| Rio Grande do Norte | ABC Natal                                          | Staatsmeister 2016                 |
| Rio Grande do Norte | América FC (RN)                                    | Vize-Staatsmeister 2016            |
| Rio Grande do Norte | Globo FC                                           | 3. Staatsmeister 2016              |
| Rio Grande do Sul   | SC Internacional                                   | Staatsmeister 2016                 |
| Rio Grande do Sul   | EC Juventude                                       | Vize-Staatsmeister 2016            |
| Rio Grande do Sul   | EC São José                                        | 4. Staatsmeister 2016              |
| Rio Grande do Sul   | Ypiranga FC (Erechim)                              | 2. Staatspokal 2016                |
| Rondônia            | Rondoniense SC                                     | Staatsmeister 2016                 |
| Roraima             | São Raimundo EC (RR)                               | Staatsmeister 2016                 |
| Santa Catarina      | Joinville EC                                       | Vize-Staatsmeister 2016            |
| Santa Catarina      | Criciúma EC                                        | 3. Staatsmeister 2016              |
| Santa Catarina      | Figueirense FC                                     | 4. Staatsmeister 2016              |
| Santa Catarina      | Brusque FC                                         | 5. Staatsmeister 2016              |
| São Paulo           | Grêmio Osasco Audax                                | Vize-Staatsmeister 2016            |
| São Paulo           | SC Corinthians                                     | 3. Staatsmeister 2016              |
| São Paulo           | EC São Bento                                       | 5. Staatsmeister 2016              |
| São Paulo           | EC Santo André                                     | Sieger-Staatsmeister Série A2 2016 |
| São Paulo           | Associação Ferroviária de Esportes                 | 2. Staatspokal 2016                |
| Sergipe             | CS Sergipe                                         | Staatsmeister 2016                 |
| Sergipe             | AO Itabaiana                                       | Vize-Staatsmeister 2016            |
| Tocantins           | Gurupi EC                                          | Staatsmeister 2015                 |

### Teilnehmer CBF Ranking
10 Klubs ergaben aus dem CBF Ranking, welche nach den vorgenannten Teilnehmern noch nicht qualifiziert waren. Dieses waren:
| Bundesstaat | Klub             | Platz | Punkte |
| ----------- | ---------------- | ----- | ------ |
| SP          | FC São Paulo     | 08.   | 12.430 |
| SP          | AA Ponte Preta   | 15.   | 09.076 |
| CE          | Ceará SC         | 23.   | 06.592 |
| SC          | Avaí FC          | 25.   | 05.894 |
| SP          | CA Bragantino    | 32.   | 05.020 |
| SP          | Portuguesa       | 39.   | 03.887 |
| MG          | Boa EC           | 41.   | 03.468 |
| SP          | Oeste FC         | 42.   | 03.468 |
| AL          | AS Arapiraquense | 43.   | 03.370 |
| PR          | Londrina EC      | 45.   | 02.993 |

### Direkte Qualifikanten fürs Achtelfinale
Weitere 11 Klubs traten ab dem Achtelfinale dem Wettbewerb bei. Die 1. bis 6. platzierten aus der Série A 2016, der Sieger der Copa Sudamericana 2016 sowie der Titelverteidiger waren auch Teilnehmer an der Copa Libertadores 2017.
| Bundesstaat | Klub                 | Berechtigung                  |
| ----------- | -------------------- | ----------------------------- |
| GO          | Atlético Goianiense  | Meister Série B 2016          |
| MG          | Atlético Mineiro     | 4. Série A 2016               |
| PA          | Paysandu SC          | Sieger Copa Verde 2016        |
| PR          | Athletico Paranaense | 6. Série A 2016               |
| PE          | Santa Cruz FC        | Sieger Copa do Nordeste 2016  |
| RJ          | CR Flamengo          | 3. Série A 2016               |
| RJ          | Botafogo FR          | 5. Série A 2016               |
| RS          | Grêmio FBPA          | Sieger Copa do Brasil 2016    |
| SC          | Chapecoense          | Sieger Copa Sudamericana 2016 |
| SP          | SE Palmeiras         | Meister Série A 2016          |
| SP          | FC Santos            | Vize-Meister Série A 2016     |

## Turnierverlauf

### 1. Runde

#### Auslosung
Die 80 Teams wurden in acht Gruppen (A bis H) zu jeweils 10 Klubs aufgeteilt. Zur Festlegung der Reihenfolge wurde das Ranking des CBF herangezogen. Danach wurden die Paarungen zwischen den Gruppen A x E; B x F; C x D x G und H gezogen.
| Topf A                | Topf B                  | Topf C                       | Topf D                     |
| --------------------- | ----------------------- | ---------------------------- | -------------------------- |
| SC Corinthians (4)    | Goiás EC (18)           | CA Bragantino (32)           | Oeste FC (42)              |
| Cruzeiro EC (6)       | EC Vitória (20)         | Paraná Clube (33)            | AS Arapiraquense (40)      |
| SC Internacional (7)  | EC Bahia (21)           | América FC (RN) (34)         | Vila Nova FC (44)          |
| FC São Paulo (8)      | América Mineiro (20)    | Luverdense EC (35)           | Londrina EC (45)           |
| Fluminense FC (10)    | Ceará SC (23)           | Sampaio Corrêa FC (36)       | Botafogo FC (PB) (46)      |
| CR Vasco da Gama (13) | Avaí FC (22)            | Clube de Regatas Brasil (37) | Salgueiro AC (49)          |
| Coritiba FC (14)      | Criciúma EC (25)        | EC Juventude (38)            | Cuiabá EC (52)             |
| AA Ponte Preta (15)   | Joinville EC (28)       | Portuguesa (39)              | Pará (57)                  |
| Figueirense FC (16)   | Náutico Capibaribe (29) | Fortaleza EC (40)            | Ypiranga FC (Erechim) (62) |
| Sport Recife (17)     | ABC Natal (31)          | Boa EC (41)                  | Ríver AC (65)              |

| Topf E                       | Topf F                  | Topf G                     | Topf H                      |
| ---------------------------- | ----------------------- | -------------------------- | --------------------------- |
| Rio Branco FC (AC) (67)      | Boavista SC (96)        | EC São Bento (128)         | Brusque FC (148)            |
| Campinense Clube (71)        | Atlético Acreano (99)   | Murici FC (130)            | Paraná STC (148)            |
| Santos FC (AP) (72)          | EC Comercial (MS) (103) | AA Altos (136)             | Rondoniense SC (148)        |
| Globo FC (77)                | AA Luziânia (104)       | São Raimundo EC (RR) (138) | São Francisco FC (PA) (148) |
| Princesa do Solimões EC (78) | Guarani EC (108)        | Anápolis FC (140)          | CD Sete de Setembro (148)   |
| AA Caldense (81)             | CS Sergipe (114)        | UR Trabalhadores (142)     | Sinop FC (148)              |
| Volta Redonda FC (82)        | AO Itabaiana (117)      | São Raimundo EC (PA) (143) | Ferroviária (SP) (164)      |
| Moto Club (88)               | Ceilândia EC (118)      | Uniclinic AC (146)         | Gurupi EC (168)             |
| Vitória Conquista (89)       | EC Santo André (119)    | Grêmio Osasco Audax (148)  | Friburguense AC (207)       |
| CS Alagoano (90)             | Ferroviária (ES) (125)  | EC São José (148)          | Nacional Fast Clube (217)   |

#### Paarungen
Die Zahlen in Klammern geben nochmals den Platz im CBF Ranking an. Bei einem Unentschieden, qualifizierte sich automatisch der im Ranking bessere Klub für die zweite Runde.
| Datum            |                              | Ergebnis  |                              | Ort, Stadion                                    |
| ---------------- | ---------------------------- | --------- | ---------------------------- | ----------------------------------------------- |
| 8. Februar 2017  | Murici FC (130)              | 3:1 (2:1) | EC Juventude (38)            | Murici, Estádio José Gomes da Costa             |
| 8. Februar 2017  | Vitória Conquista (89)       | 1:1 (0:1) | Coritiba FC (14)             | Vitória da Conquista, Lomantão                  |
| 8. Februar 2017  | Campinense Clube (71)        | 0:2 (0:0) | AA Ponte Preta (35)          | Campina Grande, Amigão                          |
| 8. Februar 2017  | AA Luziânia (104)            | 0:2 (0:1) | EC Vitória (20)              | Luziânia, Serra do Lago                         |
| 8. Februar 2017  | Ferroviária (ES) (125)       | 1:1 (1:0) | AS Arapiraquense (40)        | Araraquara, Arena da Fonte                      |
| 8. Februar 2017  | EC São Bento (128)           | 1:1 (1:0) | Paraná Clube (33)            | Sorocaba, CIC                                   |
| 8. Februar 2017  | Paraná STC (148)             | 2:1 (1:0) | Ypiranga FC (Erechim) (62)   | Cornélio Procópio, Campo da Vila                |
| 8. Februar 2017  | Grêmio Osasco Audax (148)    | 1:0 (0:0) | América FC (RN) (34)         | Osasco, José Liberatti                          |
| 8. Februar 2017  | CD Sete de Setembro (148)    | 1:0 (1:0) | Ríver AC (65)                | Dourados, Douradão                              |
| 8. Februar 2017  | Gurupi EC (168)              | 2:1 (2:1) | Londrina EC (45)             | Gurupi, Resendão                                |
| 8. Februar 2017  | São Francisco FC (PA) (148)  | 3:0 (1:0) | Botafogo FC (PB) (46)        | Santarém (Pará), Colosso do Tapajós             |
| 8. Februar 2017  | AA Altos (136)               | 2:0 (1:0) | Clube de Regatas Brasil (37) | Teresina, Lindolfo Monteiro                     |
| 8. Februar 2017  | Rondoniense SC (148)         | 0:2 (0:0) | Cuiabá EC (52)               | Rondônia, Aluizão                               |
| 8. Februar 2017  | São Raimundo EC (RR) (138)   | 0:2 (0:0) | Boa EC (41)                  | Boa Vista (Roraima), Vila Olímpica              |
| 8. Februar 2017  | AA Caldense (81)             | 0:1 (0:1) | SC Corinthians (4)           | Poços de Caldas, Ronaldão                       |
| 9. Februar 2017  | CS Alagoano (90)             | 1:4 (1:1) | Sport Recife (17)            | Maceió, Trapichão                               |
| 9. Februar 2017  | Atlético Acreano (99)        | 0:2 (0:1) | América Mineiro (20)         | Rio Branco, Arena da Floresta                   |
| 9. Februar 2017  | EC São José (148)            | 1:1 (0:1) | Sampaio Corrêa FC (36)       | Novo Hamburgo, Estádio do Vale                  |
| 9. Februar 2017  | Santos FC (AP) (72)          | 0:2 (0:1) | Vasco (13)                   | Natal, Arena das Dunas                          |
| 9. Februar 2017  | Moto Club (88)               | 0:1 (0:1) | FC São Paulo (8)             | São Luís, Castelão                              |
| 15. Februar 2017 | Boavista SC (96)             | 1:0 (0:0) | Ceará SC (23)                | Saquarema, Elcyrzão                             |
| 15. Februar 2017 | Ceilândia EC (118)           | 1:1 (0:1) | ABC Natal (31)               | Ceilândia, Abadião                              |
| 15. Februar 2017 | Ferroviária (ES) (125)       | 1:2 (0:1) | Avaí FC (22)                 | Cariacica, Estádio do Jardim                    |
| 15. Februar 2017 | Anápolis FC (140)            | 0:0       | CA Bragantino (32)           | Anápolis, Estádio Jonas Duarte                  |
| 15. Februar 2017 | Friburguense AC (207)        | 0:1 (0:0) | Oeste FC (42)                | Nova Friburgo, Estádio Eduardo Guinle           |
| 15. Februar 2017 | UR Trabalhadores (142)       | 1:2 (0:1) | Luverdense EC (35)           | Patos de Minas, Estádio Zama Maciel             |
| 15. Februar 2017 | EC Comercial (MS) (103)      | 0:1 (0:0) | Joinville EC (28)            | Campo Grande, Morenão                           |
| 15. Februar 2017 | Uniclinic AC (146)           | 1:2 (0:0) | Portuguesa (39)              | Horizonte, Domingão                             |
| 15. Februar 2017 | São Raimundo EC (PA) (143)   | 2:1 (1:1) | Fortaleza EC (40)            | Santarém (Pará), Colosso do Tapajós             |
| 15. Februar 2017 | AO Itabaiana (117)           | 2:4 (0:3) | Goiás EC (18)                | Itabaiana (Sergipe), Mendonção                  |
| 15. Februar 2017 | Volta Redonda FC (82)        | 1:2 (0:1) | Cruzeiro EC (6)              | Volta Redonda, Raulino                          |
| 15. Februar 2017 | SE Globo (77)                | 2:5 (1:3) | Fluminense FC (10)           | Lagarto (Sergipe), Barretão                     |
| 15. Februar 2017 | Princesa do Solimões EC (78) | 0:2 (0:0) | SC Internacional (7)         | Cascavel (Paraná), Olímpico Regional            |
| 15. Februar 2017 | Guarani EC (CE) (108)        | 1:0 (0:0) | Náutico Capibaribe (29)      | Juazeiro do Norte, Romeirão                     |
| 15. Februar 2017 | Rio Branco FC (AC) (67)      | 1:0 (0:0) | Figueirense FC (16)          | Rio Branco, Arena da Floresta                   |
| 16. Februar 2017 | EC Santo André (119)         | 0:1 (0:0) | Criciúma EC (25)             | Santo André (São Paulo), Brunão                 |
| 16. Februar 2017 | Brusque FC (148)             | 2:1 (1:1) | Clube do Remo (57)           | Brusque (Santa Catarina), Estádio Augusto Bauer |
| 16. Februar 2017 | Sinop FC (148)               | 1:0 (1:1) | Salgueiro AC (49)            | Sinop (Mato Grosso), Gigante do Norte           |
| 16. Februar 2017 | CS Sergipe (114)             | 0:2 (0:0) | EC Bahia (21)                | Aracaju, Batistão                               |
| 16. Februar 2017 | Nacional Fast Clube (217)    | 1:1 (0:0) | Vila Nova FC (44)            | Manaus, Arena da Amazônia                       |

### 2. Runde
Die Zahlen in Klammern geben nochmals den Platz im CBF Ranking an.
| Datum            |                        | Ergebnis              |                             | Ort, Stadion                                    |
| ---------------- | ---------------------- | --------------------- | --------------------------- | ----------------------------------------------- |
| 22. Februar 2017 | Murici FC (130)        | 0:0 (5:4 i. E.)       | América Mineiro (20)        | Murici, Estádio José Gomes da Costa             |
| 22. Februar 2017 | Portuguesa (39)        | 0:2 (0:0)             | Boavista SC (96)            | São Paulo, Estádio do Canindé                   |
| 22. Februar 2017 | EC Vitória (20)        | 3:2 (2:1)             | CA Bragantino (32)          | Salvador (Bahia), Barradão                      |
| 22. Februar 2017 | Criciúma EC (25)       | 2:2 (1:0) (4:3 i. E.) | AA Altos (136)              | Murici, Heriberto Hülse                         |
| 23. Februar 2017 | Cruzeiro EC (6)        | 6:0 (5:0)             | São Francisco FC (PA) (148) | Belo Horizonte, Mineirão                        |
| 23. Februar 2017 | SC Internacional (7)   | 4:1 (3:0)             | Oeste FC (42)               | Porto Alegre, Beira-Rio                         |
| 23. Februar 2017 | Sport Recife (17)      | 3:0 (2:0)             | CD Sete de Setembro (148)   | Recife, Ilha do Retiro                          |
| 23. Februar 2017 | Coritiba FC (14)       | 0:2 (0:1)             | Arapiraquense (40)          | Curitiba, Couto Pereira                         |
| 1. März 2017     | ABC Natal (31)         | 1:1 (0:0) (4:1 i. E.) | Grêmio Osasco Audax (148)   | Natal, Frasqueirão                              |
| 1. März 2017     | Avaí FC (22)           | 1:1 (0:1) (2:3 i. E.) | Luverdense EC (35)          | Florianópolis, Estádio da Ressacada             |
| 1. März 2017     | Joinville EC (28)      | 1:0 (1:0)             | São Raimundo EC (PA) (143)  | Joinville, Arena Joinville                      |
| 1. März 2017     | Paraná STC (148)       | 2:3 (2:4)             | FC São Paulo (8)            | Cornélio Procópio, Ubirajara Medeiros           |
| 1. März 2017     | Sinop FC (148)         | 1:3 (1:0)             | Fluminense FC (10)          | Sinop (Mato Grosso), Gigante do Norte           |
| 1. März 2017     | Gurupi EC (168)        | 2:0 (0:0)             | Rio Branco FC (AC) (67)     | Gurupi, Resendão                                |
| 1. März 2017     | Sampaio Corrêa FC (36) | 2:0 (0:0)             | Guarani EC (CE) (108)       | São Luís, Castelão                              |
| 1. März 2017     | Boa EC (41)            | 0:0 (2:3 i. E.)       | Goiás EC (18)               | Varginha, Melão                                 |
| 1. März 2017     | Brusque FC (148)       | 0:0 (4:5 i. E.)       | SC Corinthians (4)          | Brusque (Santa Catarina), Estádio Augusto Bauer |
| 1. März 2017     | Vila Nova FC (44)      | 1:2 (1:1)             | Vasco (13)                  | Goiânia, Estádio Serra Dourada                  |
| 2. März 2017     | AA Ponte Preta (35)    | 1:1 (1:1) (4:5 i. E.) | Cuiabá EC (52)              | Campinas, Majestoso                             |
| 8. März 2017     | Paraná Clube (33)      | 2:0 (0:0)             | EC Bahia (21)               | Curitiba, Vila Capanema                         |

### 3. Runde
Die Hinrunde startete am 8. März und die Rückrunde am 15. März 2017.
|                   | Gesamt          |                  | Hinspiel  | Rückspiel |
| ----------------- | --------------- | ---------------- | --------- | --------- |
| Goiás EC          | 5:1             | Cuiabá EC        | 4:0 (1:0) | 1:1 (0:1) |
| FC São Paulo      | 4:2             | ABC Natal        | 3:1 (1:0) | 1:1 (0:1) |
| Joinville EC      | 3:2             | Gurupi EC        | 3:1 (1:1) | 0:1 (0:0) |
| Boavista SC       | 0:4             | Sport Recife     | 0:3 (0:2) | 0:1 (0:1) |
| Murici FC         | 0:5             | Cruzeiro EC      | 0:2 (0:0) | 0:3 (0:2) |
| Sampaio Corrêa FC | 1:7             | SC Internacional | 1:4 (0:1) | 0:3 (0:1) |
| Criciúma EC       | 3:4             | Fluminense FC    | 1:1 (1:1) | 2:3 (1:2) |
| Vasco             | 1:2             | EC Vitória       | 1:1 (0:0) | 0:1 (0:0) |
| Luverdense EC     | 1:3             | SC Corinthians   | 0:2 (0:2) | 1:1 (0:1) |
| AS Arapiraquense  | 0:0 (1:4 i. E.) | Paraná Clube     | 0:0       | 0:0       |

### 4. Runde
Die Paarungen für die vierte Runde wurden am 17. März 2017 ausgelost. In dieser Runde fand die Auswärtstorregel Anwendung. Sollte nach dieser keine Entscheidung gefallen sein, kam es zum Elfmeterschießen. Die Hinrundenspiele fanden am 13. und 14. April statt, die der Rückrunde am 20.
|                  | Gesamt          |                | Hinspiel  | Rückspiel |
| ---------------- | --------------- | -------------- | --------- | --------- |
| Sport Recife     | 3:3 (4:3 i. E.) | Joinville EC   | 2:1 (1:0) | 1:2 (0:0) |
| SC Internacional | 2:2 (4:3 i. E.) | SC Corinthians | 1:1 (0:0) | 1:1 (0:1) |
| EC Vitória       | 0:2             | Paraná Clube   | 0:2 (0:1) | 0:0       |
| Goiás EC         | 2:4             | Fluminense FC  | 2:1 (0:1) | 0:3 (0:0) |
| FC São Paulo     | 2:3             | Cruzeiro EC    | 0:2 (0:0) | 2:1 (1:0) |

### Achtelfinale
Auslosung
Die Auslosung für das Achtelfinale fand am 20. April 2017 statt. Im Achtelfinale traten die fünf Sieger-Mannschaften aus der vierten Runde sowie die elf direkt qualifizierten Klubs an. Es wurden zwei Lostöpfe gebildet. In Topf A kamen die Qualifikanten aus der Copa Libertadores. In Tops B die weiteren drei Direktqualifikanten sowie die fünf Sieger der Runde 4. In beiden Töpfen wurden alle Klubs nach dem Ranking des CBF sortiert. Es wurden die Mannschaften aus Topf A gegen die aus Topf B gezogen.
| Topf A                    | Topf B                   |
| ------------------------- | ------------------------ |
| Grêmio FBPA (1)           | Cruzeiro EC (6)          |
| SE Palmeiras (2)          | SC Internacional (7)     |
| FC Santos (3)             | Fluminense FC (10)       |
| Atlético Mineiro (5)      | Sport Recife (17)        |
| CR Flamengo (9)           | Santa Cruz FC (26)       |
| Athletico Paranaense (11) | Atlético Goianiense (27) |
| Botafogo FR (12)          | Paysandu SC (30)         |
| Chapecoense (19)          | Paraná Clube (33)        |

Die Hinspiele fanden vom 26. April bis 24. Mai statt. Die Rückspiele wurden zwischen dem 10. Mai und 1. Juni ausgetragen.
|               | Gesamt |                      | Hinspiel  | Rückspiel |
| ------------- | ------ | -------------------- | --------- | --------- |
| Paraná Clube  | 3:4    | Atlético Mineiro     | 3:2 (1:1) | 0:2 (0:1) |
| Botafogo FR   | 3:2    | Sport Recife         | 2:1 (0:1) | 1:1 (1:0) |
| CR Flamengo   | 2:1    | Atlético Goianiense  | 0:0       | 2:1 (1:1) |
| FC Santos     | 5:1    | Paysandu SC          | 2:0 (0:0) | 3:1 (0:1) |
| Grêmio FBPA   | 5:1    | Fluminense FC        | 3:1 (1:1) | 2:0 (2:0) |
| Santa Cruz FC | 0.2    | Athletico Paranaense | 0:0       | 0:2 (0:1) |
| SE Palmeiras  | 2:2    | SC Internacional     | 1:0 (1:0) | 2:1 (1:0) |
| Cruzeiro EC   | 1:0    | Chapecoense          | 1:0 (1:0) | 0:0       |

### Turnierplan ab Viertelfinale
Diese Paarungen wurden am 5. Juni 2017 ausgelost. Alle acht Klubs waren in einem Lostopf. Für das Viertel- und Halbfinale waren die Paarungen dann gesetzt.
Turnierplan
Die Mannschaft, welche zuerst Heimrecht hatte, wird bei nachstehenden Paarungen zuerst genannt. Tore in Klammern sind die Ergebnisse aus Elfmeterschießen.

|  | Viertelfinale | Viertelfinale        | Viertelfinale | Viertelfinale | Viertelfinale |             |   | Halbfinale  | Halbfinale | Halbfinale | Halbfinale | Halbfinale |  |  | Finale | Finale | Finale | Finale | Finale |
|  |               |                      |               |               |               |             |   |             |            |            |            |            |  |  |        |        |        |        |        |
|  |               | Atlético Mineiro'    | 1             | 0             | 1             |             |   |             |            |            |            |            |  |  |        |        |        |        |        |
|  |               | Botafogo FR          | 0             | 3             | 3             |             |   |             |            |            |            |            |  |  |        |        |        |        |        |
|  |               | Botafogo FR          | 0             | 3             | 3             | Botafogo FR | 0 | 0           | 0          |            |            |            |  |  |        |        |        |        |        |
|  |               |                      |               |               |               | Botafogo FR | 0 | 0           | 0          |            |            |            |  |  |        |        |        |        |        |
|  |               |                      | CR Flamengo   | 0             | 1             | 1           |   |             |            |            |            |            |  |  |        |        |        |        |        |
|  |               | CR Flamengo          | CR Flamengo   | 0             | 1             | 1           | 2 | 2           | 4          |            |            |            |  |  |        |        |        |        |        |
|  |               |                      |               |               |               |             | 2 | 2           | 4          |            |            |            |  |  |        |        |        |        |        |
|  |               | FC Santos            | 0             | 4             | 4             |             |   |             |            |            |            |            |  |  |        |        |        |        |        |
|  |               |                      |               |               |               |             |   | CR Flamengo | 1          | 0 (3)      | 1          |            |  |  |        |        |        |        |        |
|  |               |                      | Cruzeiro EC   | 1             | 0 (5)         | 1           |   |             |            |            |            |            |  |  |        |        |        |        |        |
|  |               | Grêmio FBPA          | 4             | 3             | 7             |             |   |             |            |            |            |            |  |  |        |        |        |        |        |
|  |               | Athletico Paranaense | 0             | 2             | 2             |             |   |             |            |            |            |            |  |  |        |        |        |        |        |
|  |               | Athletico Paranaense | 0             | 2             | 2             | Grêmio FBPA | 1 | 0           | 1 (2)      |            |            |            |  |  |        |        |        |        |        |
|  |               |                      |               |               |               | Grêmio FBPA | 1 | 0           | 1 (2)      |            |            |            |  |  |        |        |        |        |        |
|  |               |                      | Cruzeiro EC   | 2             | 0             | 2           |   |             |            |            |            |            |  |  |        |        |        |        |        |
|  |               | SE Palmeiras         | Cruzeiro EC   | 2             | 0             | 2           | 3 | 1           | 4          |            |            |            |  |  |        |        |        |        |        |
|  |               |                      |               |               |               |             | 3 | 1           | 4          |            |            |            |  |  |        |        |        |        |        |
|  |               | Cruzeiro EC          | 3             | 1             | 4             |             |   |             |            |            |            |            |  |  |        |        |        |        |        |

### Viertelfinale
Die Spiele fanden zwischen dem 28. Juni und 27. Juli statt.
|                  | Gesamt |                      | Hinspiel  | Rückspiel |
| ---------------- | ------ | -------------------- | --------- | --------- |
| Atlético Mineiro | 1:3    | Botafogo FR          | 1:0 (1:0) | 0:3 (0:2) |
| CR Flamengo      | 4:4    | FC Santos            | 2:0 (1:0) | 2:4 (1:1) |
| Grêmio FBPA      | 7:2    | Athletico Paranaense | 4:0 (3:0) | 3:2 (1:1) |
| SE Palmeiras     | 4:4    | Cruzeiro EC          | 3:3 (0:3) | 1:1 (0:0) |

### Halbfinale
Die Hinspiele fanden zwischen dem 16. und die Rückspiele am 23. August statt.
|             | Gesamt          |                         | Hinspiel  | Rückspiel |
| ----------- | --------------- | ----------------------- | --------- | --------- |
| Botafogo FR | 0:1             | CR Flamengo             | 0:0       | 0:1 (0:0) |
| Grêmio FBPA | 1:1 (2:3 i. E.) | Cruzeiro Belo Horizonte | 1:0 (1:0) | 0:1 (0:0) |

## Finalspiele
Am 24. August 2017 wurde im Auditorium des CBF in Rio de Janeiro ausgelost, bei welchem Klub zuerst das Hinspiel stattfinden sollte und welcher entsprechend im Rückspiel Heimrecht hat. Das Los fiel auf Heimrecht für Flamengo im Hinspiel und Cruzeiro im Rückspiel.
Für die Finalspiele entfiel die Auswärtstorregel. Diese Regelung besteht seit der Austragung des Wettbewerbs 2015. Es soll eine Strategieänderung bewirken, die darauf abzielt, dass eine Mannschaft im Endspiel auf Unentschieden spielt.
Die beiden Finalteilnehmer CR Flamengo und Cruzeiro EC bestritten auch 2003 das Finale des Pokals. Es war somit das dritte Mal, dass es im Finale zu wiederkehrende Begegnungen kam. Vorher waren dieses 1995 und 2001 die Paarung SC Corinthians gegen Grêmio FBPA sowie 1996 und 1998 Cruzeiro gegen Palmeiras. Im Finale von 2003 siegte Cruzeiro im Rückspiel 3:1, nachdem das Hinspiel 1:1 unentschieden endete.

### Hinspiel
Vor dem Spiel gab am Stadion zu Auseinandersetzungen zwischen der Militärpolizei und Fans von Flamengo, welche versuchten ohne Eintrittskarte ins Stadion zu gelangen.
Der Torwart Thiaguinho von Flamengo zog sich im Spiel eine Fraktur im linken Handgelenk zu. Aufgrund dessen konnte er zum Rückspiel nicht antreten.
| CR Flamengo                                        | CR Flamengo | Cruzeiro EC | Cruzeiro EC |
| -------------------------------------------------- | --- | --- | ----------- |
| CR Flamengo                                        | \| 7. September 2017 in Rio de Janeiro (Maracanã) \| \| Ergebnis: 1:1 (0:0) \| \| Zuschauer: 66.165 \| \| Schiedsrichter: Marcelo Aparecido Ribeiro de Souza \| \| Spielbericht \| | \| 7. September 2017 in Rio de Janeiro (Maracanã) \| \| Ergebnis: 1:1 (0:0) \| \| Zuschauer: 66.165 \| \| Schiedsrichter: Marcelo Aparecido Ribeiro de Souza \| \| Spielbericht \| | Cruzeiro EC |
| CR Flamengo                                        | 30 Thiaguinho 02 Rodinei 59. 04 Juan 05 Willian Arão 08 Márcio Araújo 66. 15 Réver 21 Pará 22 Éverton 43′ 28 Orlando Berrío 35 Diego 39 Lucas Paquetá 82. Reserve 38 Alex Muralha 11 Federico Mancuello 13 Miguel Trauco 17 Gabriel 82. 19 Darío Conca 20 Vinícius Júnior 59. 26 Gustavo Cuéllar 66. 27 Rômulo 33 Rafael Vaz 42 Matheus Sávio 43 Léo Duarte Cheftrainer: Reinaldo Rueda ( Kolumbien) | 01 Fábio 02 Ezequiel 03 Leó 06 Diogo 07 Rafael Sóbis 52′ 58. 08 Henrique 11 Alisson 70. 19 Robinho 25 Hudson 30 Thiago Neves 79. 35 Murilo Cerqueira Reserve 12 Rafael 10 G. De Arrascaeta 79. 89′ 16 Lucas Silva 17 Bryan 21 John Lennon 23 Élber 29 Lucas Romero 32 Arthur 34 Nonoca 36 Brasilien 58. 93′ 37 Lucas França 70 Rafinha 70. Cheftrainer: Mano Menezes | Cruzeiro EC |
| CR Flamengo                                        | 1:0 Lucas Paquetá (75.) | 1:1 Giorgian De Arrascaeta (83.) | Cruzeiro EC |
| 7. September 2017 in Rio de Janeiro (Maracanã)     | | |             |
| Ergebnis: 1:1 (0:0)                                | | |             |
| Zuschauer: 66.165                                  | | |             |
| Schiedsrichter: Marcelo Aparecido Ribeiro de Souza | | |             |
| Spielbericht                                       | | |             |

### Rückspiel
Nach Ende der regulären Spielzeit stand es 0:0. Aufgrund der aufgehobenen Auswärtstorregel musste der Sieger im Elfmeterschießen ermittelt werden. Eine Verlängerung der Spielzeit war nicht vorgesehen. Im Elfmeterschießen gewann Cruzeiro durch einen gehaltenen Elfmeter.
| Cruzeiro EC                                                               | Cruzeiro EC | CR Flamengo | CR Flamengo |
| ------------------------------------------------------------------------- | --- | --- | ----------- |
| Cruzeiro EC                                                               | \| 27. September 2017 in Belo Horizonte (Estádio Governador Magalhães Pinto) \| \| Ergebnis: 0:0, 5:3 i. E. \| \| Zuschauer: 56.630 \| \| Schiedsrichter: Luiz Flávio de Oliveira \| \| Spielbericht \| | \| 27. September 2017 in Belo Horizonte (Estádio Governador Magalhães Pinto) \| \| Ergebnis: 0:0, 5:3 i. E. \| \| Zuschauer: 56.630 \| \| Schiedsrichter: Luiz Flávio de Oliveira \| \| Spielbericht \| | CR Flamengo |
| Cruzeiro EC                                                               | 01 Fábio 02 Ezequiel 56′ 03 Leó 06 Diogo 08 Henrique 11 Alisson 76. 19 Robinho 46. 25 Hudson 81′ 30 Thiago Neves 35 Murilo Cerqueira 36 Brasilien 5. Reserve 12 Rafael 10 G. De Arrascaeta 5. 16 Lucas Silva 17 Bryan 21 John Lennon 23 Élber 76. 27 Manoel 29 Lucas Romero 32 Arthur 34 Nonoca 37 Lucas França 70 Rafinha 46. Cheftrainer: Mano Menezes | 38 Alex Muralha 04 Juan 05 Willian Arão 09 Paolo Guerrero 90′ 13 Miguel Trauco 15 Réver 21 Pará 83′ 22 Éverton 79. 26 Gustavo Cuéllar 28 Orlando Berrío 84. 35 Diego Reserve 45 Batista 02 Rodinei 84. 06 Renê 08 Márcio Araújo 11 Federico Mancuello 17 Gabriel 20 Vinícius Júnior 33 Rafael Vaz 39 Lucas Paquetá 79. 42 Matheus Sávio 43 Léo Duarte 47 Felipe Vizeu Cheftrainer: Reinaldo Rueda ( Kolumbien) | CR Flamengo |
| Cruzeiro EC                                                               | Elfmeterschießen | | CR Flamengo |
| Cruzeiro EC                                                               | 1:0 Henrique 2:1 Leó 3:2 Hudson 4:2 Diogo 5:3 Thiago Neves | 1:1 Paolo Guerrero 2:2 Juan Diego 4:3 Miguel Trauco | CR Flamengo |
| 27. September 2017 in Belo Horizonte (Estádio Governador Magalhães Pinto) | | |             |
| Ergebnis: 0:0, 5:3 i. E.                                                  | | |             |
| Zuschauer: 56.630                                                         | | |             |
| Schiedsrichter: Luiz Flávio de Oliveira                                   | | |             |
| Spielbericht                                                              | | |             |

## Die Meistermannschaft
Die Zahlen in Klammern geben die Anzahl der Spieleinsätze und Tore an.
| 5. | Cruzeiro EC |
|    | - Tor: 01 Fábio (7/0) 12 Rafael (7/0) 37 Lucas França (0/0) - Abwehr: 02 Ezequiel (9/0) 03 Leó (13/0) 06 Diogo (13/1) 17 Bryan (0/0) 21 John Lennon (1/0) 26 Dedé (1/0) 27 Manoel (4/1) 32 Arthur (0/0) 35 Murilo Cerqueira (5/0) - Mittelfeld: 05 Ariel Cabral (9/0) 08 Henrique (12/0) 10 G. De Arrascaeta (10/1) 11 Alisson (14/2) 16 Lucas Silva (7/0) 19 Robinho (8/3) 23 Élber (7/0) 25 Hudson (8/2) 29 Lucas Romero (5/0) 30 Thiago Neves (13/2) 34 Nonoca (0/0) 36 Brasilien (8/1) 70 Rafinha (8/0) - Angriff: 07 Rafael Sóbis (11/5) 38 Alex Apolinário (0/0) |

Folgende Spieler bestritten Einsätze in dem Wettbewerb, waren aber zum Zeitpunkt des Titelgewinns nicht mehr im Klub aktiv.
- Abwehr:
 Luis Caicedo Medina (7/0)
 Mayke (2/0)
 Fabrício (1/0)
- Angriff:
 Ramón Ábila (5/1)

## Torschützenliste
| Pl. | Nat.        | Spieler          | Verein      | Tore   |
| --- | ----------- | ---------------- | ----------- | ------ |
| 1   | Brasilianer | Léo Gamalho      | Goiás EC    | 5 Tore |
| 1   | Brasilianer | Rafael Sóbis     | Cruzeiro EC | 5 Tore |
| 1   | Brasilianer | Lucas Barrios    | Grêmio FBPA | 5 Tore |
| 4   | Brasilianer | Bruno Henrique   | Santos      | 4 Tore |
| 4   | Brasilianer | Henrique Dourado | Fluminense  | 4 Tore |

## Zuschauer

### Die 10 meistbesuchten Spiele
| Pl. | Anzahl | Heim          | Ergebnis        | Gast          | Stadion           | Datum              | Spieltag                |
| --- | ------ | ------------- | --------------- | ------------- | ----------------- | ------------------ | ----------------------- |
| 1   | 66.165 | Flamengo      | 1:1             | Cruzeiro      | Maracanã          | 7. September 2017  | Finale Hinspiel         |
| 2   | 56.630 | Cruzeiro      | 0:0 (5:3 i. E.) | Flamengo      | Mineirão          | 27. September 2017 | Finale Rückspiel        |
| 3   | 55.227 | Cruzeiro      | 1:0             | Grêmio        | Mineirão          | 23. August 2017    | Halbfinale Rückspiel    |
| 4   | 47.573 | Flamengo      | 1:0             | Botafogo FR   | Maracanã          | 23. August 2017    | Halbfinale Rückspiel    |
| 5   | 43.662 | São Paulo FC  | 4:0             | Cruzeiro      | Morumbi           | 13. April 2017     | 4. Runde Hinspiel       |
| 6   | 41.711 | Grêmio        | 2:0             | Cruzeiro      | Arena do Grêmio   | 16. August         | Halbfinale Hinspiel     |
| 7   | 41.660 | Cruzeiro      | 1:1             | Palmeiras     | Mineirão          | 26. Juli 2017      | Viertelfinale Rückspiel |
| 8   | 34.350 | Internacional | 1:1             | Corinthians   | Estádio Beira-Rio | 12. April 2017     | 4. Runde Hinspiel       |
| 9   | 32.353 | Cruzeiro      | 1:2             | São Paulo     | Mineirão          | 19. April 2017     | 4. Runde Rückspiel      |
| 10  | 35.352 | Corinthians   | 3:0             | Internacional | Arena Corinthians | 19. April 2017     | 4. Runde Rückspiel      |